# Hășmașul Mare
Hășmașul Mare (maďarsky Nagy-Hagymás, 1792 m n. m.) je hora v pohoří Hășmaș v severovýchodním Rumunsku. Nachází se na hranicích žup Harghita a Neamț asi 6 km severně od města Bălan a 15 km východně od města Gheorgheni. Vrchol je místem dalekého rozhledu. Hășmașul Mare je nejvyšší horou celého Hășmașe.
Na vrchol lze vystoupit po značených turistických cestách, například z města Bălan.